# محمد عبد النبي
محمد عبد النبي هو كاتب ومترجم مصري من مواليد 1977. صدرت له مجموعات قصصية وروايات عِدّة، منها: رواية «في غرفة العنكبوت» المُترجَمة إلى اللغتين الإنجليزية والفرنسية الحائزة على جائزة الأدب العربي المقدمة من معهد العالم العربي في باريس عام 2019، وروايته «رجوع الشيخ» المُرشَّحة ضمن القائمة الطويلة للجائزة العالمية للرواية العربية، وروايته «شبح أنطون تشيخوف» الحاصلة على جائزة ساويري لثثقافة في دورتها التاسعة عام 2010. وله جوائز أدبية أخرى. ويُعد عبد النبي المؤسس لورشة «الحكاية وما فيها»، المُهتمة بتعليم وتطوير مهارات الكتابة الأدبية.

## السيرة المهنية
محمد عبد النبي هو كاتب ومترجم مصري ولد في عام 1977 في محافظة الدقهلية، مصر. درس وتخرج في جامعة الأزهر ونال على شهادة البكالوريوس في اللغات والترجمة، قسم اللغة الإنجليزية والترجمة الفورية. وعمل عبد النبي بعد تخرجه مترجما بداوم كامل لمدة خمس سنوات؛ ثم أصبح مترجما حرا مما سمح له بتخصيص وقت أكثر للكتابة. وبدأت مسرته الأدبية في كتابة القصص القصيرة في منتصف التسعينيات حيث أصدر مجموعته القصصية «في الوصل والاحتراق» عام 1999 والتي فازت في مسابقة الأدباء الشبان التي عقدها صندوق التنمية الثقافية بمصر. وله حتى الآن خمس مجموعات قصصية وخمس كتب عربية. وخلال السنوات الماضية، حصل عبد النبي على العديد من الجوائز الأدبية منها جائزة ساوريس الأدبية عن مجموعته القصصية «شبح أنطون تشيخوف» عام 2010؛ وجائزة أفضل مجموعة قصصية في معرض القاهرة الدولي للكتاب عن مجموعته القصصية «كما يذهب السيل بقرية نائمة» في عام 2015؛ وجائزة الأدب العربي التي قدمها معهد العالم العربي في باريس عام 2019 عن روايته «في غرفة العنكبوت» والتي كانت أيضا ضمن القائمة القصيرة للجائزة العالمية للرواية العربية - البوكر عام 2018. وقد لاق عبد النبي بعضا من الانتقادات عن روايته «في غرفة العنكبوت» التي تناولت موضوع المثلية الجنسية وقضايا سياسية حدثت في مصر، فأحداث الرواية مبنية على أحداث حقيقية حصلت في مصر مثل حادثة كوين بوت؛ كما أن شخصيات وأحداث الرواية مستمدة من تقرير «هيومان ريتس ووتش» مما جعل البعض يظن أن الرواية تهدف لإثارة الجدل كونها تحوم حول مواضيع حساسة قد تخالف الثقافة العربية والإسلامية. ويعتبر محمد عبد النبي المؤسس لورشة «الحكاية وما فيها» وهي ورشة الكتابة الإبداعية التي تهتم بتعليم وتطوير مهارات الكتابة الأدبية. وصدر له في الترجمة عن اللغة الإنجليزية رواية «ظلال شجرة الرمان» للكاتب طارق علي، ورواية «اختفاء» لهاشم مئر، و«قلق السعي إلى المكانة» آلان دو بوتون وغيرهم.

## المؤلفات

### مجموعات قصصية
- في الوصل والاحتراق،1999
- وردة الخونة، 2003
- بعد أن يخرج الأمير للصيد، 2008
- شبح أنطون تشيخوف، 2009
- كما يفعل السيل بقرية نائمة، 2014
- كان يا مكان، 2018
- بعد أن يخرج الأمير للصيد. 2022.

### كتب وروايات
- أطياف حبيسة، 2000
- من نوادر جحا سيد الظرفاء، 2007
- رجوع الشيخ، 2011
- من ألف ليلة وليلة، 2015
- في غرفة العنكبوت (رواية). 2017.
- في غرفة الكتابة. 2021.

### ترجمات
- «ظلال شجرة الرمان» للكاتب البريطاني طارق علي
- «اختفاء» للكاتب هاشم مطر
- «فلسطين» للكاتب والرسام جو ساكو
- «قلق السعي إلى المكانة» للكاتب آلان دو بوتون
- «كراهية وصداقة وغزل وحب وزواج» لأليس مونرو
- «المرأة الحجرية» طارق علي. 2015.
- «النورس جوناثان ليفنجستون» ريتشارد باخ. 2016.
- «العرض الذي لا يقاوم» مارك جوينر. 2017.
- «الدامابادا: سبيل البوذا». 2018.
- «تمبكتو» بول أوستر. 2018.
- «مليون نافذة» جيرالد مرنين. 2019.
- «إليانور أوليفانت في أحسن حال» جيل هانيمان. 2019.
- «منظر شاحب للتلال» كازو ايشيغورو. 2019.
- "جسور مقاطعة ماديسون" روبرت جيمس والر. 2021.[10]

## الجوائز
- فازت مجموعته القصصية «في الوصل والاحتراق» على جائزة الأدباء الشبان التي أسستها التنمية الثقافية في مصر عام 1999.[1][9]
- فازت مجموعته القصصية «شبح أنطون تشيخوف» بالمركز الأول كأفضل رواية كاتب شاب لجائزة ساويرس الأدبية عام 2010.[1][9]
- ترشحت روايته «رجوع الشيخ» للقائمة الطويلة للجائزة العالمية للرواية العربية عام 2013.[1]
- حصلت مجموعته القصصية «كما يذهب السيل بقرية نائمة» على جائزة أفضل مجموعة قصصية في معرض القاهرة الدولي للكتاب عام 2015.[1][6]
- فاز بجائزة الأدب العربي التي منحها معهد العالم العربي في باريس عن روايته «في غرفة العنكبوت» في عام 2019.[2][3][4]